# Балинц (Тимиш)
Балинц (рум. Balinţ) насеље је у Румунији у округу Тимиш у општини Балинц. Oпштина се налази на надморској висини од 118 m.

## Прошлост
Аустријски царски ревизор Ерлер је 1774. године констатовао да место припада Лунгшком округу, Лугожког дистрикта. Становништво је било претежно влашко. Био је 1797. године ту парох поп Димитрије Поповић (рукоп. 1779) који говори само румунски језик.

## Становништво
Према подацима из 2002. године у насељу је живело 1751 становника.

### Попис2002.
| Расподела становништва по националности 2002.‍ | Расподела становништва по националности 2002.‍ | Расподела становништва по националности 2002.‍ | Расподела становништва по националности 2002.‍ | Расподела становништва по националности 2002.‍ |
| --------------------------------------------- | --------------------------------------------- | --------------------------------------------- | --------------------------------------------- | --------------------------------------------- |
|                                               |                                               |                                               |                                               |                                               |
| Румуни                                        | Румуни                                        |                                               | 1.181                                         | 67,5%                                         |
| Мађари                                        | Мађари                                        |                                               | 477                                           | 27,3%                                         |
| Роми                                          | Роми                                          |                                               | 68                                            | 3,9%                                          |
| Украјинци                                     | Украјинци                                     |                                               | 16                                            | 0,9%                                          |
| Немци                                         | Немци                                         |                                               | 7                                             | 0,4%                                          |

### Хронологија
| Година       | 1992 | 1993 | 1994 | 1995 | 1996 | 1997 | 1998 | 1999 | 2000 | 2001 | 2002 | 2003 | 2004 | 2005 | 2006 | 2007 | 2008 | 2009 | 2010 | 2011 | 2012 | 2013 | 2014 | 2015 | 2016 | 2017 |
| ------------ | ---- | ---- | ---- | ---- | ---- | ---- | ---- | ---- | ---- | ---- | ---- | ---- | ---- | ---- | ---- | ---- | ---- | ---- | ---- | ---- | ---- | ---- | ---- | ---- | ---- | ---- |
| Становништво | 1868 | 1854 | 1853 | 1817 | 1797 | 1771 | 1762 | 1735 | 1737 | 1725 | 1727 | 1715 | 1704 | 1700 | 1706 | 1709 | 1677 | 1653 | 1633 | 1626 | 1618 | 1604 | 1590 | 1598 | 1597 | 1584 |